# 1781 în literatură
Anul 1781 în literatură a implicat o serie de evenimente și cărți noi semnificative.  

## Cărți noi
- Anna Barbauld - Hymns in Prose for Children
- Robert Bage - Mount Henneth
- Christoph Friedrich Bretzner - Belmont und Constanze
- William Combe - Letters of an Italian Nun and an English Gentelman
- Benjamin Franklin - A Letter To A Royal Academy
- Charles Johnstone - The History of John Juniper
- Henry Mackenzie -  Julia de Roubignei
- Glocester Ridley - Melanpus
- Anna Seward - Monody on Major Andre

## Teatru
- Miles Peter Andrews - Dissipation
- Frances Brooke - The Siege of Sinope
- John Delap - The Royal Supplicants
- Johann Wolfgang von Goethe - Iphigenia in Tauris (versiunea revizuită)
- Thomas Holcroft - Duplicity
- Elizabeth Inchbald – Polygamy
- Robert Jephson - The Count of Narbonne
- Samuel Jackson Pratt - The Fair Circassian
- Friedrich Schiller - Die Räuber
- Richard Brinsley Sheridan
  - A Trip to Scarborough
  - The Critic

## Poezie
- William Cowper - Anti-Thelyphthora
- George Crabbe - The Library
- Santa Rita Durão - Caramuru
- Anne Francis - A Poetical Translation of the Song of Solomon
- Philip Freneau - The British Prison-Ship
- William Hayley - The Triumphs of Temper
- George Keate - Works
- Samuel Jackson Pratt - Sympathy